# Ekantennmal
Ekantennmal (Adela reaumurella) är en art i insektsordningen fjärilar som tillhör familjen antennmalar. 

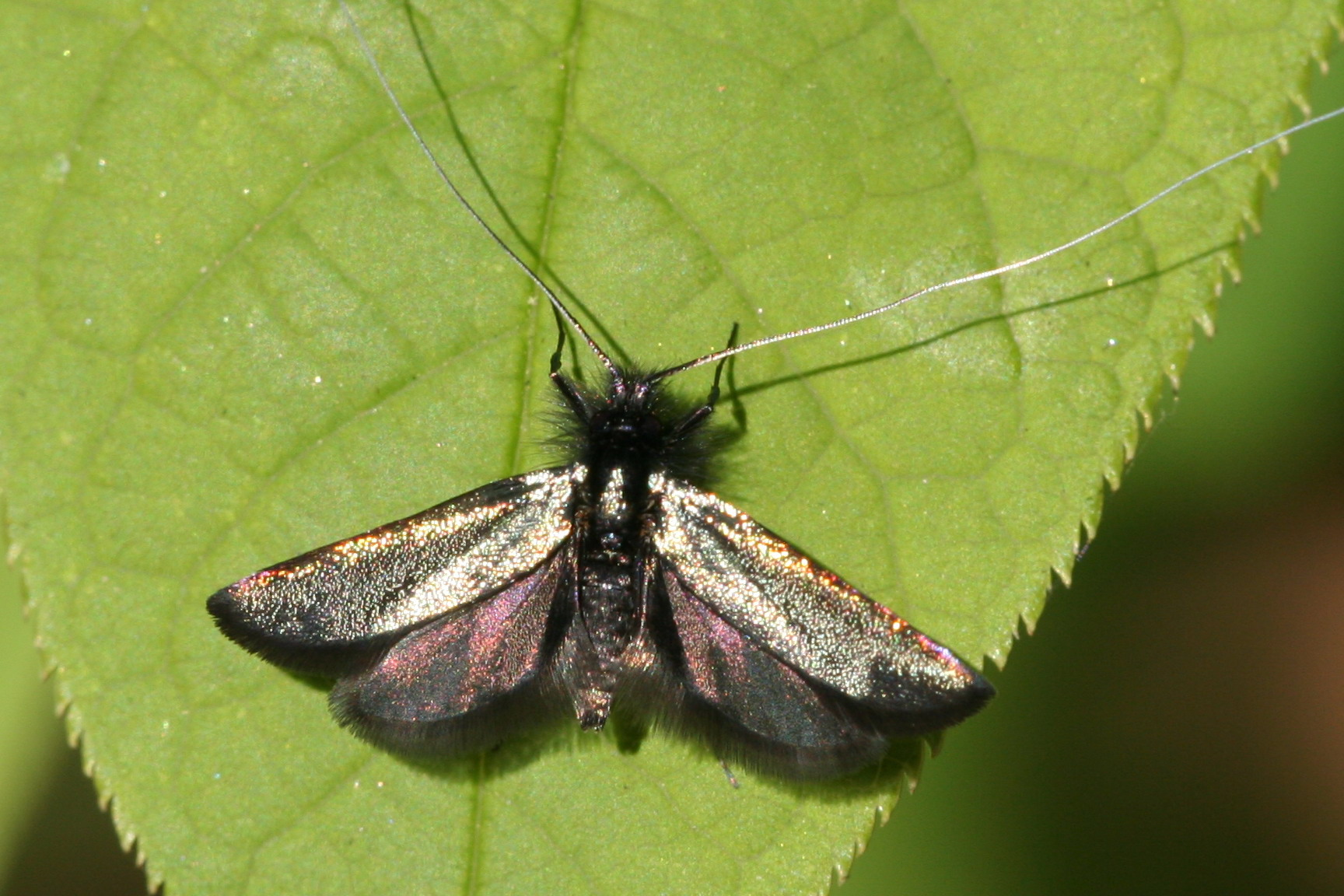
Ekantennmal, hane, med vingarna utfällda

Ekantennmalen har en vingbredd på 15 till 17 millimeter. Hanarna kännetecknas av sina mycket långa antenner och kraftiga behåring på framkroppen, medan honorna har kortare antenner och inte är lika kraftigt behårade. Som larv lever den bland nedfallna löv från björk och ek. Larven skyddar sig genom att omsluta sig med en avlång, brun säckliknande konstruktion av små bladbitar. I denna säck sker också förpuppningen.